# Svenska Dragkampförbundet
Svenska Dragkampförbundet är ett specialidrottsförbund för dragkamp. Bildat 1933 av Thor Hammar från Hamburgerbryggeriets Dragkampsklubb och invalt i Riksidrottsförbundet 1958. Förbundets kansli ligger i Göteborg.

## Ordförande
- 33-37 Thor Hammar
- 37-39 Berner Öhgren
- 39-41 Sture Berg
- 41-42 Berner Öhgren
- 42-43 Knut Pettersson
- 43-45 Nils Engström
- 45-51, Berner Öhgren
- 51-56 C A Forsberg
- 56-57, Alex Andersson
- 57-60 C A Forsberg
- 60-66 Tage Andersson
- 66-88 Torgny Falck
- 89-97 Carl Erik Hagström
- 98 Alf Björkman
- 99-00 Carlerik Malm
- 01 L-Å Berggren
- 02-03 A Andersson
- 04-05 B Järnepalm
- 06- Bengt Odlöw